# Mircea Handoca
Mircea Handoca (n. 12 aprilie 1929, Botoșani, România – d. 22 septembrie 2015) a fost un istoric literar român, cunoscut mai ales ca editor al operei lui Mircea Eliade.

## Biografie
A urmat studii la Liceul Național din Iași (1939–1944) și Liceul „Al. Ghica” din Alexandria (1944–1947), apoi a absolvit Facultatea de Filologie a Universității din București în 1951. A lucrat ca profesor de limba română în învățământul preuniversitar, predând la școli din Bucșani, jud. Dâmbovița (1951–1955), Târgoviște (1955–1959) și Păclișa, jud. Hunedoara (1959–1960), iar mai târziu la Liceul „Dimitrie Bolintineanu” din București (1960–1990).
A debutat în revista Studii și cercetări de istorie literară și folclor (1962), apoi a colaborat la cele mai importante publicații literare din țară. A îngrijit ediții din operele Bucurei Dumbravă, ale lui Bogdan Amaru, G.T. Kirileanu, Nestor Urechia, Ionel Jianu și Constantin Noica, dar a rămas cunoscut ca editor al operei lui Mircea Eliade. A corespondat cu acesta din urmă și a primit custodia arhivei bucureștene a lui Mircea Eliade, la moartea surorii acestuia, Corina. El a intrat astfel în posesia unui număr mare de manuscrise originale inedite și a câtorva mii de copii fotografice ale unor scrieri aflate în străinătate.
Mircea Handoca s-a ocupat timp de peste 40 de ani de identificarea, inventarierea și punerea în circulație a textelor lui Mircea Eliade, ca și de adunarea informațiilor privind biografia sa. Criticul Alex. Ștefănescu îl considera „omul providențial al posterității lui Mircea Eliade”, un „editor și biograf, competent și devotat” care a depus un efort imens de ordonare a bogatului material biobibliografic. În perioada comunistă, când accesul la aparatura de copiere era restricționat în România, Mircea Handoca a copiat manual o cantitate mare din scrierile inedite ale lui Mircea Eliade, readucând în circulație opera savantului român.
Criticul Teodor Vârgolici îl considera pe Handoca un „eminent exeget și editor al operei lui Mircea Eliade”, lăudându-i activitatea laborioasă de editare a operelor fundamentale ale lui Mirea Eliade. „De peste patru decenii, Mircea Handoca s-a dăruit, cu pasiune, deplină competență și impresionante eforturi, misiunii de a-l integra pe marele scriitor și savant în patrimoniul spiritualității și creativității românești, de a-i readuce în circulație operele fundamentale, scrierile inedite descoperite în arhiva personală păstrată în țară de sora sa, doamna Corina Alexandrescu, și în fondurile marilor noastre biblioteci și instituții de cultură, ca și publicistica sa rămasă uitată în ziare și reviste din perioada interbelică. În trecutele vremuri, când la noi în țară nu exista niciun xerox de utilitate publică, Mircea Handoca a fost nevoit să copieze cu mâna un număr enorm de pagini, ca diecii din mânăstirile noastre, de vrednică pomenire, din îndepărtatele veacuri”, scria Vârgolici într-un articol publicat în revista România Literară.
Activitatea editorială și biobibliografică desfășurată de Handoca a fost lăudată de criticii literari, dar editorului i s-a reproșat admirația într-o anumită măsură fanatică față de Mircea Eliade. Mircea Handoca a fost admirator fără rezerve al scriitorului, refuzând să discute trecutul politic al lui Eliade.
Criticul Zigu Ornea îi aprecia meritele bibliografice și editoriale, contestându-i însă calitățile de critic literar. „A vrut mai mult decât asta și a scris, în 1992, un fel de monografie, ratată, despre crâmpeie din viața și opera lui Eliade. E evident că scriitura nu e domeniul său de rezistență, probă fiind și prefețele la unele reeditări ale unor romane. Ca bibliograf și editor al corespondenței savantului a înregistrat câteva realizări importante, printre care ar fi de amintit primul volum (literele A–H) din corespondența savantului și cele două volume din cea primită. Nefiind un spirit critic, dl Mircea Handoca e un adulator total al personalității căreia i s-a devotat. În consecință, a început, din 1998, să publice o suită intitulată „Dosarele” Eliade, în care publică opinii pro și contra cugetătorului, fără comentarii, lăsând – precizează dsa – cititorului să-și facă singur o idee despre controversă”.
Mircea Handoca a primit Marele Premiu Opera Omnia acordat de revista Argeș în 2009.

## Scrieri
- Excursia literară (Editura Didactică și Pedagogică, București, 1971)
- Al.O. Teodoreanu (Păstorel) (Editura Litera, București, 1975)
- Mircea Eliade. Contribuții biobibliografice (Editura Relief românesc, București, 1980)
- Pe urmele lui G. Topârceanu (Editura Sport-Turism, București, 1983)
- Pe urmele lui Al.O. Teodoreanu (Păstorel) (Editura Sport-Turism, București, 1988)
- Mircea Eliade. Câteva ipostaze ale unei personalități proteice (Editura Minerva, București, 1992)
- Mircea Eliade comentat de Mircea Handoca (Editura Recif, București, 1993)
- Pe urmele doctorului Sârbu și ale actriței Tantzi Cocea (Editura Fundației Culturale Române, București, 1996)
- Pe urmele lui Mircea Eliade (Editura Petru Maior, Târgu Mureș, 1996)
- Mircea Eliade. Biobibliografie, I–IV (vol. 1–3, Editura Jurnalul literar, București, 1997–1999; vol. 4, Criterion Publishing, București, 2007)
- Convorbiri cu și despre Mircea Eliade (Editura Humanitas, București, 1998; ed. a 2-a, Criterion Publishing, București, 2006)
- Viața lui Mircea Eliade (ed. rev., Editura Dacia, Cluj-Napoca, 2000; ed. a 3-a, 2005)
- Pro Mircea Eliade (Editura Dacia, Cluj-Napoca, 2000; reed. 2006)
- Eliade și Noica (eseuri, comentarii, evocări; Editura Dacia, Cluj-Napoca, 2002)
- Mircea Eliade. O biografie ilustrată (Editura Dacia, Cluj-Napoca, 2004)
- Jurnalul inedit al lui Mircea Eliade (Editura Grafnet, Oradea, 2005)
- Noi glose despre Mircea Eliade (Editura Roza Vânturilor, București, 2006)
- Mircea Eliade. Un uriaș peste timp (Editura Orizonturi, București, 2008)
- Mircea Eliade – pagini regăsite (Editura Lider, București, 2008)
- Mircea Eliade și contemporanii săi (Editura Lider, București, 2009)
- Fost–a Eliade necredincios? (Editura Tipo Moldova, Iași, 2011)